# Ouizeght
Ouizeght  (in arabo ويزغت‎?) è un centro abitato e comune rurale del Marocco situato nella provincia di Boulemane, regione di Fès-Meknès. Conta una popolazione di 5 743 abitanti (censimento 2014).